# Storia della Mesopotamia
La Mesopotamia è un ampio bacino geografico che si estende dall'Altopiano iranico al Mediterraneo, compreso tra i corsi dei fiumi Tigri ed Eufrate. Tra la fine dell'ultima era glaciale, 10 000 a.C. circa, e l'inizio della  storia, la Mesopotamia, nota anche con il nome di mezzaluna fertile, venne abitata da diverse civiltà che fondarono città come Ubaid ed Uruk. Uno dei siti neolitici più antichi conosciuti in Mesopotamia è Jarmo, risalente al 7000 a.C. circa.
A partire dal 3500 a.C. vide il fiorire di grandi civiltà, come i Sumeri, gli Accadi, i Babilonesi, gli Assiri, gli Ittiti, gli Hurriti e i Cassiti. Ad alcune di esse si devono importanti scoperte e invenzioni: i Sumeri furono tra i primi a inventare la scrittura, mentre i Babilonesi hanno ideato uno dei primi codici di leggi della storia, il Codice di Hammurabi. Alcune di queste civiltà, come gli Assiri, hanno fondato un vasto impero.
Nel 500 a.C. circa venne conquistata dall'Impero persiano. Con il passare dei secoli venne a far parte di vasti domini, come quello seleucide, parto, sasanide, arabo e ottomano. Attualmente comprende l'Iraq, parte della Siria orientale, la Turchia sudorientale e l'Iran sudoccidentale.

## Cronologia
- Preistoria (dal 5200 al 3100 a.C.). Ubaid, Eridu, Uruk (da Uruk XVIII a Uruk IV). È la fase in cui all'uso della pietra si affianca quello del rame. La vita associata e stabile si fa più consistente e si avvia la c.d. "rivoluzione urbana": Eridu (4500 a.C.), Ubaid (4500 a.C.) e Uruk (3500 a.C.).
- Protostoria (intorno al 3000 a.C.). Gemdet Nasr e Uruk III. Gli insediamenti incominciano a costituirsi come vere e proprie città organizzate.
- Protodinastico I (dal 2900 al 2700 a.C.). Periodo oscuro; qui vanno comunque collocate le prime dinastie, postdiluviane, di Kiš e di Uruk citate nella Lista reale sumerica.
- Protodinastico II (dal 2700 al 2500 a.C.). Si evidenziano le città-Stato sumeriche in lotta fra loro. Caso emblematico è la lotta fra la città di Kiš e quella di Uruk dove sembra che la prima prevalga sulla seconda. Per contrastare il predominio di Kiš sembra attestata un'alleanza tra sei città meridionali, primo caso di Stato sovracittadino[1].
- Protodinastico III (dal 2500 al 2350 a.C.). Questo periodo è conosciuto anche come "I dinastia di Ur" la quale comprende 405 re noti storicamente. Contemporanea è la dinastia di Lagaš, il cui ultimo sovrano, Urukagina, viene sconfitto dal re di Umma, Lugal-Zagesi, il quale aveva già sottomesso l'intera nazione sumerica.
- Periodo accadico (sargonico; dal 2350 al 2200 a.C.). Lugal-Zagesi viene sconfitto da Sargon (Šarru-kīnu), re del popolo semitico degli Accadi, che così conquista l'intero territorio abitato dai Sumeri. I suoi successori, Rimuš, Maništušu e Naram-Sîn ne estendono il dominio, ma con Šar-kali-šarri ha inizio la decadenza di questa dinastia: il Sud sumerico si rende autonomo con la III dinastia di Ur; da ovest preme un altro popolo semita, gli Amorrei (sumerico: Martu; accadico: Amurru); a est, le popolazioni pre-iraniche e, a nord, i Ḫurriti, ne minacciano i confini.
- Periodo dei Gutei (dal 2200 al 2120 a.C.). Il popolo dei Gutei (Gutium, Luristan) irrompe, provenendo da est, nell'impero accadico conquistandolo. Questo periodo è piuttosto oscuro, ma sotto il regno di Gudea la città sumera di Lagaš, che vanta una maggiore autonomia dai Gutei, vive una fase di splendore.
- Periodo di Ur III (dal 2120 al 2000 a.C.). Il re di Uruk, e contemporaneo di Gudea, Utuḫengal, sconfigge i Gutei e libera la Bassa Mesopotamia dal loro dominio, ma un suo generale, Ur-Nammu, lo detronizza, fondando un regno che abbraccia tutte le città sumere con capitale nella città di Ur. Il figlio di Ur-Nammu, Šulgi, caratterizzerà questo periodo con una grande riforma culturale e religiosa, dove la figura del dio Enki assurgerà a un ruolo fondamentale. In questo periodo (sotto il regno di Šu Sin,  2037-2029 a.C.) i Sumeri erigono un muro (Martu Muriq Tidnim) lungo i confini settentrionali (tra il Tigri e l'Eufrate) per impedirne l'attraversamento da parte dei nomadi semiti Amorrei.
- Periodo degli Amorrei (2000 a.C.). Durante il regno di Ibbi-Sin, ultimo re della dinastia di Ur III, le città meridionali, già infiltrate o saccheggiate dai nomadi Amorrei, si rendono indipendenti. Intorno al 2004 a.C., gli Elamiti (popolo pre-iranico proveniente da est) assediano la città di Ur che capitola per fame. Il re, Ibbi-Sin viene fatto prigioniero e la capitale sumera distrutta. Nel 2000 a.C. quindi l'irruzione degli Amorrei popolo semitico proveniente dalla Siria-Palestina, e la distruzione di Ur da parte dei pre-iranici Elamiti, estingue l'ultimo regno sumero, condannando al declino culturale e linguistico questa etnia. La semitizzazione della Mesopotamia diventa inarrestabile e la lingua sumera, e il suo retaggio religioso, restano solo un autorevole ricordo per i regni che si succederanno, fino alla conquista, nel VI secolo a.C., di Babilonia da parte del persiano Ciro II. Dalle ceneri dei regni neo-sumerici di Ur III si formano tre centri cittadini a guida semitica (amorrea) che intendono ereditare il glorioso passato di Akkad e Ur III, : Isin, Larsa e Babilonia.
- Periodo di Isin e Larsa. Išbi-Erra (2017-1985 a.C.) è il primo re della nuova dinastia di Isin che si estinguerà con il suo ultimo re, Lipit-Ištar (1873-1869 a.C.), il quale verrà allontanato dalla città. A partire dalla fine dinastica di Isin, l'egemonia regionale passa alla città di Larsa che, con il re Gungunum (1932-1906 a.C.), riesce a sottrarre il controllo delle importanti città di Ur e Lagaš alla dinastia di Isin, e della città di Susa agli Elamiti.
- Periodo paleoassiro. Nel nord della Mesopotamia le città di Aššur e di Ninive, abitate da genti di origine autoctona e da semiti stanziatisi intorno alla metà del XXX secolo a.C., si liberano, con il crollo dell'egemonia di Ur III (intorno al 2000 a.C.), del controllo da parte delle dinastie sumere, gettando le basi di quello che sarà il formidabile impero assiro.
- Periodo paleobabilonese. A partire dal suo re Sumu-Abum (1894-1881) un'altra città si avvia a dominare la zona centrale della Mesopotamia, è la città di Babilonia che, con l'erede di Sum-Abum,  Sum-al-El (1880-1845 a.C.), controlla ormai le città di Sippar, Dilbat, Marad, Kiš e Kazallu. Nel XVIII secolo a.C. il loro successore, Hammurapi (1792-1750), regna in Babilionia. In questo periodo sono sei le potenze che si contendono il controllo della Mesopotamia: Larsa, Babilonia, Ešnunna, Yamkhad (attuale Aleppo), Qatna e Aššur. Verso la fine del suo regno Hammurapi riesce, con alleanze subito sciolte, a sconfiggere le varie potenze concorrenti ottenendo infine l'unificazione di quello che era inteso come il regno "di Sumer e di Akkad". Le sue conquiste non saranno tuttavia mantenute dai re babilonesi che gli succederanno: sotto il re Samsu-Ditana (1625-1595), ultimo della dinastia di Hammurapi, l'esercito ittita guidato da Muršili I (1620-1590) saccheggia la città di Babilonia, violando il tempio del dio poliade Marduk da dove ne trascina via la statua.
- Periodo mediobabilonese (Cassiti). Intorno al XVI secolo a.C. la dinastia reale del popolo dei Cassiti (in accadico: Kaššū; originari dei monti Zagros), guidati come i Hurriti di Mitanni da un'élite indoeuropea, prende il sopravvento in Babilonia. Il re cassita Agum II (ca 1550 a.C.) restituisce al santuario babilonese la statua del suo dio, Marduk, precedentemente prelevata dagli Ittiti e da questi consegnata alla città di Khana. Con il re Kara-indaš (ca 1425 a.C.), il regno della Babilonia cassita assurge a livello di potenza internazionale, stabilendo contatti con le dinastie egiziane.
- Periodo medioassiro. Il re assiro Aššur-uballiṭ I (1363-1328 a.C.) libera il suo paese dall'influenza di Mitanni, avviando un confronto sempre più serrato e frequente tra Assiri e Babilonesi cassiti. Dopo il sovrano Tiglatpileser I (Tukulti-apil-ešarra I, 1114-1076 a.C.), la potenza degli Assiri va declinando.
- Fine del periodo cassita e arrivo in Mesopotamia degli Aramei. I continui conflitti con gli Assiri a nord e con gli Elamiti a est rende il regno babilonese più debole . Nel 1155 a.C. il re elamico Kutir-Nakhunte (1155-1140 a.C.) saccheggia Babilonia, trasferendo la statua di Marduk nella capitale elamica, la città di Susa, e ponendo fine alla dinastia cassita. Sempre nel XII secolo irrompono nella storia le tribù di pastori e predoni degli Aramei (Akhlamu, Aḫlamû; la loro lingua semitica è imparentata a quella cananea) che premono lungo i confini assiri.
- Periodo della II dinastia di Isin. Con il crollo dei Cassiti emerge dalla città di Isin una nuova dinastia regnante che trasferisce la propria capitale a Babilonia. Con Nabucodonosor I (Nabû-kudurrī-uṣur I, 1125-1104 a.C.) questa nuova dinastia riesce ad allontanare definitivamente gli Elamiti dalla Mesopotamia, recuperando da Susa la statua del dio Marduk.
- Periodo neoassiro. Con il re Assurnasirpal II (Aššur-nâṣir-apli II, 883-859), il processo di restaurazione del dominio assiro si può ritenere concluso, il suo dominio coincide con quello dell'ultimo grande re del periodo medioassiro, Tiglatpileser I. Nel frattempo, dagli annali assiri del IX secolo a.C.  sappiamo dell'esistenza di un altro popolo semitico, connesso agli Aramei ma etnicamente distinto da esso, formato da cinque tribù e che si stabilisce nel sud della Mesopotamia, i Caldei (accadico: Kaldu). Nel corso dell'VIII secolo a.C. tale etnia si mescolerà con gli altri popoli della Bassa Mesopotamia perdendo progressivamente le proprie caratteristiche. I rapporti tra Assiri e Babilonesi sono improntati a un sostanziale equilibrio, con una forte influenza religiosa e culturale da parte dei secondi (Adad-nirari III, 810-783 a.C., erigerà in Aššur la statua di Nabû, figlio del dio poliade di Babilonia Marduk). Tornata a svolgere un ruolo egemone nell'area, l'Assiria resta fragile sul piano interno con l'instaurarsi di potentati divisi tra loro. Tale condizione di debolezza non sfugge ai suoi nemici storici come il regno di Urartu (assiro: Urarṭu, situato nel Nord, nella regione orientale dell'attuale Turchia) che, con il suo re Sarduri I, riesce a coalizzarsi con gli stati neo-ittiti in funzione anti-assira. La salita al trono dell'energico Tiglatpileser III (Tukulti-apil-ešarra III, 744-727 a.C.), risolve i problemi assiri: il re dapprima sconfigge i Babilonesi e, l'anno successivo, nel 743, sconfigge a Kištan una coalizione composta da eserciti di Uratru, neo-ittiti e del regno di Arpad (città collocata a Nord dell'attuale Siria, capitale dello stato aramaico di Bīt Aguši; in assiro: Arpaddu). L'opera di Tiglatpileser III non si ferma, il re trasforma i tradizionali stati vassalli in province, spingendosi fino ai confini con l'Arabia e l'Egitto, nonché giungendo sui Monti Zagros dove incontra le prime genti iraniche indoeuropee (Medi e Mannei; in assiro rispettivamente Manda e Mannu; da tener presente che il primo termine indica anche i Cimmeri) che si sono sostituiti al precedente strato pre-indoeuropeo. Nel frattempo, in Babilonia era emersa l'egemonia caldea la quale viene comunque sconfitta dagli eserciti di Tiglatpileser III, il quale, giunto a Babilonia, si incorona suo re con il nome di Pulu. Anche il suo successore, Salmanassar V (Šulmanu-ašared V, 762-722 a.C.) sarà anche re di Babilonia con il nome di Ululaya, ma se da una parte questo re sottometterà i regni palestinesi, tra cui Israele, dall'altra genererà un profondo scontento interno privando dei privilegi le città di Aššur e di Ḫarran. Il suo erede, l'usurpatore Sargon II (Šarru-kīn II, 721-705 a.C.), continuerà l'opera di rafforzamento e di compattamento dell'impero assiro, fondando, tra l'altro, la nuova capitale Dur Šarrukin (attuale Khorsabad). E se a Nord Sargon II ridurrà a province gli stati neo-ittiti, a Sud incontrerà ancora la resistenza delle dinastie caldee appoggiate dagli Elamiti. Pur riuscendo a battere quest'ultima coalizione, il dominio assiro della Bassa Mesopotamia non sarà mai sicuro.
- Egemonia e tramonto dell'impero neoassiro; il periodo neobabilonese (Caldei). Nell'arco del VII secolo l'impero neoassiro, con capitale Ninive, raggiunge il suo apogeo. Con Sennacherib (Sîn-aḫḫe-eriba, 704-681 a.C.) il tema della città di Babilonia torna a emergere con tutta la sua problematicità. Le dinastie caldee, con i loro alleati elamici, premono per l'indipendenza di Babilonia, ma il confronto si risolve ancora a favore degli Assiri. Sennacherib pone quindi sul trono della città il proprio figlio Aššur-nadin-šumi, ma in uno scontro successivo, gli Elamiti catturano il nuovo re assiro di Babilonia. Esasperato da ulteriori nuovi confronti, e determinato a vendicare il proprio figlio, nel 693 a.C. Sennacherib giunge in forze nella Mesopotamia centrale e rade al suolo la città di Babilonia, allagandone le rovine. L'erede di Sennacherib, Esarhaddon (Aššur-aḫḫe-iddina, 680-669 a.C.), ripara l'opera empia del padre ricostruendo Babilonia, ricollocandovi le statue degli dèi babilonesi trasferiti nei santuari assiri e, infine, incoronandosi re della città. Erede Esarhaddon sarà Assurbanipal (Aššur-bāni-apli, 668-631 a.C.) il quale conserverà la potenza dell'impero assiro, coltivandone personalmente gli aspetti culturali. Esperto scriba, Assurbanipal costruisce nel suo magnifico palazzo un'imponente biblioteca con la pretesa di raccogliervi tutta la letteratura allora conosciuta. Grazie al ritrovamento di questa biblioteca, avvenuto nel XIX secolo, sono giunte a noi numerose opere babilonesi. Sul trono di Babilonia Assurbanipal pone suo fratello Šamaš-šuma-ukin (667-648 a.C.) il quale, tuttavia, presto si rende indipendente, giungendo a guidare una coalizione composta anche dai tradizionali nemici degli assiri, gli Elamiti. Assurbanipal decide dapprima di inviare un generale, Bel-ibni, per riconquistare Babilonia e punire il fratello traditore, il quale perirà tra le fiamme del suo palazzo; poi di stroncare definitivamente il proprio nemico tradizionale, l'Elam, che sarà conquistato e distrutto. Con il figlio di Assurbanipal, Aššur-etil-ilani (630-627 a.C.), la formidabile potenza assira incomincia a declinare, sul trono di Babilonia si insedia infatti una dinastia caldea, quella di Nabopolassar (Nabû-apla-uṣur, 625-605 a.C.), il quale espelle dal territorio babilonese gli ultimi eserciti assiri invadendone l'impero. L'impero assiro viene investito anche, ma da Oriente, dagli eserciti dei Medi guidati da Ciassare (Ḫavachštra, 625-585 a.C.) e, quando Nabopolassar giungerà, nel 610 a.C., alle mura di Aššur, Ciassare ha già conquistato la città. L'alleanza tra Babilonesi e Medi servirà comunque nella conquista, comune, di Ninive, avvenuta nel 612 a.C. Con la caduta della città di Ḫarran, dove aveva trovato rifugio l'ultimo imperatore assiro, Aššur-uballit II (611-609 a.C.), l'impero assiro viene distrutto e sostituito, nella sua egemonia in Mesopotamia, dall'impero neobabilonese. Erede di Nabopalassar è Nabucodonosor II (Nabû-kudurrī-uṣur II, 604-562), il quale dapprima si scontra con gli Egizi e poi conquista Gerusalemme (586 a.C.), distruggendo la città e il suo primo tempio, consolidando in questo modo l'egemonia babilonese nella Siria-Palestina.
- La fine di Babilonia e le sue importanti cause religiose. Con la morte di Nabucodonosor II incomincia il declino babilonese. Al grande re di Babilonia seguono il figlio Amil-Marduk, che regnerà per due anni (561-560 a.C.), quando il trono viene usurpato dal condottiero Neriglissar (Nergal-šarra-uṣur, 559-556 a.C.) e quindi dal di lui figlio Lābāši-Marduk (556 a.C.) che cade vittima di una congiura di palazzo che porterà sul trono l'ultimo re babilonese, Nabonedo (Nabû-nāʾid, 555-539 a.C.), originario proprio di Ḫarran, quella città assira situata nell'Alta Mesopotamia dove trovò la morte l'ultimo imperatore assiro, Aššur-uballit II. La madre di Nabonedo, Adad-gruppi', è l'alta sacerdotessa del dio Sîn (dio Luna, il Nanna dei Sumeri) nel santuario dell'E-khul-khul in Ḫarran, quindi di quel santuario violato dai Medi nel 609 a.C. Nabonedo è quindi estraneo alla cultura religiosa babilonese e visto con grande diffidenza dal suo clero devoto a il dio poliade e re degli dèi, Marduk. Nabonedo consapevole della sua difficile condizione risponde con una teologia di cui resta un'iscrizione. In questa teologia, Nabonedo difende gli Assiri quando sostiene che la distruzione di Babilonia causata da Sennacherib fu voluta dallo stesso Marduk, anche se poi punì lo stesso re assiro; quindi i Medi non si limitarono a distruggere le città assire ma infierirono anche su quelle babilonesi che non sostenevano Nabopalassar. Solo Nabucodonosor II e Neriglissar compresero, ma in parte, quanto fosse urgente ripristinare gli antichi culti. I loro successori furono empi e non regnarono. Quindi Nabonedo spiega che lui regna per ristabilire i culti e i santuari distrutti. Alla triade babilonese di Marduk-Nabû-Nergal (rispettivamente poliadi di Babilonia, Borsippa e Kutha) Nabonedo affianca la triade astrale di Šamaš, Sîn e Ištar (divinità rispettivamente del Sole, della Luna e dell'astro di Venere; legate rispettivamente, la prima alla città di Larsa e Sippar, la seconda a Ur e Ḫarran, la terza alla città di Akkad). Tale nuova triade consente al re babilonese di origine assira di restaurare, dopo 54 anni, il santuario in cui officiava la madre e lì iscrivere non solo il ricordo della sacerdotessa Adad-gruppi', ma anche indicare il dio Sîn come re degli dèi e detentore della regalità babilonese, di fatto sostituendolo a Marduk. I potenti sacerdoti di Babilonia non poterono che leggere come "eresia" la teologia di Nabonedo. E quando il re dei persiani, l'achemenide (dinastia che nel frattempo aveva sostituito quella meda nell'egemonia degli Iranici), Ciro II (Kūruš II, 559-530 a.C.), entrerà, nel 539 a.C., vittorioso in Babilonia, verrà dai sacerdoti di Marduk e dall'intera popolazione di Babilonia accolto trionfalmente e come "liberatore". Ciro II si proclamerà esecutore dei voleri di Marduk e difensore dell'ortodossia, così i Persiani quando entrarono nell'Esagila (il tempio di Marduk in Babilonia) lo fecero disarmati evitando di interrompere i riti. La fine di Babilonia avverrà quindi senza traumi e nel segno della continuità, lentamente la città perse la sua supremazia religiosa e teologica, finendo sullo sfondo della storia.

## I Sumeri
I Sumeri giunsero, presumibilmente, in Mesopotamia intorno al 3500 a.C. e fondarono città-stato tra cui Ubaid e Uruk. Le prime testimonianze storiche le datano al periodo detto "proto-dinastico", approssimativamente attorno al 2900 a.C., testimonianze piuttosto scarse fino all'inizio del periodo di massimo splendore della città di Lagash, verso il 2600 a.C. L'età classica sumera termina con l'invasione degli Accadi, che conquistarono la Mesopotamia nel 2400 a.C. Successivamente al periodo Guteo, vi fu una breve rinascita della civiltà sumera, dal 2200 al 2000 a.C. circa, quando la Mesopotamia fu conquistata dagli Amorriti. La dinastia amorrita di Isin regnò fino al 1730 a.C., circa quando il territorio venne unificato sotto il dominio babilonese.

### Le prime città-stato
Il territorio era suddiviso in un certo numero di città-stato autonome, governate da re, e poste sotto la protezione di una divinità. È difficile identificare che cosa, oltre allo sviluppo dell'irrigazione, potrebbe aver favorito l'insediamento urbano. Nei centri di Eridu e Uruk, due delle prime città-stato, vennero innalzati grandi templi a gradoni. Originalmente concepiti come piccoli sacrari, a partire dal periodo proto-dinastico gli ziqqurat sono diventate le costruzioni più imponenti della civiltà mesopotamica. Da sud a nord, i principali erano:
- Eridu - Tempio di Abzu - [Enki]
- Ur - Tempio di E-Nunmah - Nanna (luna)
- Uruk - Tempio di Eanna - Inanna
- Lagash - Tempio di E-Ninnu - Ningirsu
- Nippur - Tempio di Ekur - Enlil
- Shuruppak - ? - Ninlil (moglie di Enlil)
- Marad - ? - Ninurta
- Kish - ? - Ninhursag
- Sippar - ? - Utu (sole)
- ? - E-Kishnugal - Dumuzi

Lo sviluppo di un sistema sofisticato di amministrazione condusse, attorno al 3500 a.C. circa, all'invenzione della scrittura, nel 3100 a.C. della scrittura pittografica, e dal 2600 a.C. della scrittura sillabica

### Periodo proto-dinastico
Il periodo proto-dinastico inizia dopo la rottura culturale con il periodo precedente, il periodo di Gemdet Nasr, datato con il radiocarbonio al 2900 a.C. circa.
Gli archeologi dividono il periodo proto-dinastico in quattro fasi:
| Periodo Proto-Dinastico in Mesopotamia | Periodo Proto-Dinastico in Mesopotamia | Periodo Proto-Dinastico in Mesopotamia |
| -------------------------------------- | -------------------------------------- | -------------------------------------- |
| Proto-Dinastico I                      |                                        | 2900-2750 ca.                          |
| Proto-Dinastico II                     |                                        | 2750-2600 ca.                          |
| Proto-Dinastico III                    | a                                      | 2600-2450 ca.                          |
| Proto-Dinastico III                    | b                                      | 2450-2350 ca.                          |

Non sono ancora state rinvenute iscrizioni recanti il nome dei re associabili all'inizio del proto-dinastico I; si suole distinguere il I ed il II proto-dinastico dalla forma dei sigilli cilindrici, più stretti nel I, più larghi e lunghi nel II, sui quali erano scolpite scene di banchetti di caccia.
Il proto-dinastico IIIb è anche conosciuto come periodo presargonico (da Sargon di Akkad).

#### I Dinastia di Kish
Il primo monarca sulla lista la cui esistenza storica è stata indipendentemente dimostrata tramite ritrovamenti archeologici prende il nome di Enmebaragesi di Kish, risalente, circa al 2700 a.C., XXII re di quella dinastia, che, si ipotizza, abbia conquistato Elam e costruito il tempio di Enlil a Nippur.
Probabilmente il suo successore, Agga, ha combattuto con Gilgameš, V re di Uruk. Da questo momento Uruk acquisì un ruolo predominante sul popolo sumero. Ma la lista dei re sumeri, vengono spesso collocati in successive dinastie, rendendo la ricostruzione storica, controversa, ambigua e difficile.

#### I Dinastia di Uruk
Meshkiagkashar fu, secondo la lista dei re sumeri, il primo Re di Uruk. A lui succedette Enmerkar che secondo David Rohl sarebbe in realtà Nimrod il Cacciatore, menzionato nella Bibbia come il fondatore di Erech. Il poema epico Enmerkar e il Signore di Aratta narra il suo viaggio attraverso il fiume ad Aratta, spesso considerata una forma arcaica del nome Urartu Tra i re di Uruk che gli succedettero c'è Dumuzi il Pastore, che secondo la mitologia sumera era marito e consorte di Inanna di Uruk, dea di quella città. Gli succedette Lugalbanda. Ma il più famoso monarca di tale dinastia fu Gilgameš, l'eroe del poema epico, Epopea di Gilgamesh, di cui sono state rinvenute copie a Hattusas in Anatolia, a Megiddo in Israele e a Tell el Amarna in Egitto.

#### I Dinastia di Ur
Come già accennato, Meskalamdug fu il primo re della città di Ur. Un altro re nominato nella lista, Mesannepada, sembra, attraverso evidenze archeologiche, che sia succeduto a suo nonno Meskalamdug e a suo padre Akalamdug. Mesannepada fu il primo re del Proto-dinastico III, sconfisse attorno al 2560 a.C., Sia Lugalkildu di Uruk che Mesilim di Kish, fondatore della II dinastia di Kish, che però durò poco. Da quel momento Mesannepada si nominò "Re di Kish", un titolo che sembra sia stato usato, per un certo periodo di tempo, da molti re di dinastie importanti.

#### Dinastia di Lagash
In un periodo successivo, i grandi sacerdoti di Lagash si proclamarono re, il primo dei quali si chiamava Ur-Nina, una vera e propria dinastia reale. Nelle rovine di un edificio, annesso al tempio di Nina, venne trovato un bassorilievo del re e dei suoi figli, come pure di teste di leoni in onice, che ricordano un bassorilievo egiziane creato su una lastre d'onice. Questo veniva considerato come un "bottino" dedicato alla dea "Bau". Un'iscrizione rivela che navi di Dilmun, ora lo stato del Bahrain, avevano portato da terre straniera e come tributo del legname.
Eannatum, nipote di Ur-Nina, si nominò signore dell'intero sia del distretto di Sumer, che delle città di Uruk, governata da Enshakushanna, secondo l'Elenco dei Re, di Ur, di Nippur, di Akshak e di Larsa. Eannatum conquista anche il reame di Kish, che tuttavia recuperò la propria indipendenza dopo la sua morte. Ad Umma, una delle città conquistate, venne stabilito che un certo quantitativo di cereali sarebbe stato riscosso ad ogni suo abitante per esser poi versato nel tesoro della dea Nina e del dio Ingurisa. Come monumento alla vittoria di Eannatum su Enakalle, venne eretta la Stele degli avvoltoi, ora al Louvre di Parigi. Su di essa sono rappresentati diversi episodi della guerra: in una scena il re è in piedi sul suo carro, mentre impugna nella destra un'arma ricurva formata da tre barre di metallo tenute insieme da anelli, mentre i suoi seguaci - in gonnellino, elmetti sulle teste e lance nelle mani - marciano dietro di lui.
Le campagne militari di Eannatum si estesero oltre i confini di Sumer. Il Re percorse con i suoi eserciti una parte della città di Elam, toccò la città di Az sul Golfo Persico e impose tributi anche a Māri. Tuttavia molti dei regni che conquistò spesso si ribellarono: la città di Nina, che probabilmente dette il suo nome alla successiva Ninive, fu ricostruita con canali e bacini di grande pregio tecnico e architettonico.
A lui succedette il fratello En-anna-tum I. Nonostante la conquista, Umma una volta ancora volle affermare la propria indipendenza, attaccando, ma senza successo Lagash.
Suo figlio, successore di Entemena restaurò il prestigio di Lagash III di Umma e fu sottomesso con l'aiuto dell'alleato Lugal-kinishe-dudu di Uruk, successore di Enshakushanna e anch'egli incluso nella Lista dei Re. Lugal-kinishe-dudu sembra essere stata la figura predominante a quel tempo, visto che si proclamò governante di Kish e di Ur.
Un tripode d'argento dedicato da Entemena al suo dio, si trova al Louvre. Un fregio di leoni che divorano stambecchi e cervi, inciso con grande abilità artistica, corre intorno al collo, mentre un cimiero a forma d'aquila di Lagash adorna la parte globulare. Il vaso costituisce una prova dell'alto livello d'eccellenza già raggiunta dall'artigianato orafo del tempo. Un vaso di calcite, anch'esso dedicato da Entemena, è stato rinvenuto a Nippur. Dopo Entemena, una serie di deboli e corrotti sacerdoti-re conquista Lagash. L'ultimo di costoro, Urukagina, è noto per le sue riforme giudiziarie, sociali ed economiche, e ciò potrebbe a buon diritto costituire il primo codice legale conosciuto nella storia dell'uomo.
Urukagina fu rovesciato da Lugalzaggisi, conquistando Lagash. Lugalzaggisi conquistò sia Ur che Uruk, quest'ultima divenuta la sua capitale. In una lunga iscrizione che il Re ordinò fosse incisa su centinaia di vasi di pietra dedicati a En-Lil di Nippur, si vantò che il proprio regno si estendeva "dal Mare Inferiore (Golfo Persico), lungo i fiumi Tigri ed Eufrate, al Mare Superiore" ossia il Mediterraneo. Il suo impero fu infine rovesciato da Sargon di Akkad, fondatore dell'Impero di Akkad.

### L'Impero di Akkad
Il popolo degli Accadi invase la Mesopotamia sotto Sargon e stabilì la sua supremazia sui Sumeri.
I primi documenti storici sull'impero di Accad datano al tempo di Sargon di Accad (XXIII secolo a.C.). Mentre Sargon I è tradizionalmente ricordato come il primo ad aver riunito l'impero di Accad e quello sumero, più recenti lavori suggeriscono che una espansione sumera iniziò sotto un precedente re, Lugalzaggisi di Uruk. Tuttavia, Sargon I promosse questa espansione, conquistando molte delle regioni circostanti per creare un impero che si estendeva fino al Mar Mediterraneo e all'Asia Minore.
Nella tarda letteratura babilonese il nome Akkadu, insieme a Sumero, appare come parte del titolo reale, al pari del sumero lugal Kiengi (ki) Uri (ki) o accadico shar māt Shumeri u Akkadi, tradotto come "Re di Sumer e di Accad", che significa semplicemente "Re di Babilonia". Il sito di Agade, capitale degli Accadi, non è stato ancora identificato, benché testi risalenti al VI secolo a.C. lo menzionino insieme ai suoi edifici in rovina.

### Periodo neo-sumerico
Dopo il crollo dell'Impero di Sargon ad opera dei Gutei, seguì un breve periodo di arretramento culturale e tecnologico. Un importante sovrano sumero di questo periodo fu tuttavia Gudea di Lagash.
I Gutei furono infine cacciati dai Sumeri di Utu-hegal di Uruk. Con la morte di questo, salì al potere Ur-Nammu di Ur, che fondò quella che è maggiormente nota come la III dinastia di Ur. Sebbene la lingua sumera, Emegir, tornasse ancora una volta ad essere quella ufficiale, l'identità sumera era ormai in declino, dal momento che la popolazione si stava lentamente e costantemente "semitizzando". Dopo che questa dinastia fu distrutta dagli Elamiti, una fiera rivalità si sviluppò fra le città-Stato di Larsa, che subiva assai più l'influenza elamica piuttosto che quella sumerica, e di Isin, che era più che altro amorrea. I semiti finirono col prevalere in Mesopotamia all'epoca di Hammurabi di Babilonia, creatore del primo regno babilonese, mentre il linguaggio e il nome di Sumer progressivamente venne a far parte del patrimonio degli studiosi dell'antichità. Un numero esiguo di storici sostiene che alcuni Sumeri agissero in certo senso per conservare la propria identità, costituendo i Magi, ossia la casta sacerdotale ereditaria, nota ai più come Medi.

## Primo impero babilonese
Babilonia viene per la prima volta menzionata in una tavoletta scritta nel XXIV secolo a.C. durante il regno di Sargon di Accad. Col passare degli anni il suo potere e il popolo declinò. Per secoli fu solo città di provincia, poi, dal XVIII secolo a.C., divenne capitale dell'impero di Hammurabi, alla conquista e alla sottomissione di tutta la Mesopotamia.
Fu nel 1700 a.C. che l'impero babilonese raggiunse il massimo del suo splendore con il re Hammurabi. Questi espanse esponenzialmente il suo dominio su tutta la bassa Mesopotamia e fece di Babilonia il centro di una rete di alleanze con tutte le città più importanti della regione. Il re distrusse inoltre la città di Mari, situata sull'Eufrate, nella Mesopotamia centrale, costruita da popolazioni semite provenienti dal deserto arabico.
Nel palazzo di Mari sono state ritrovate 25.000 tavolette cuneiformi, ma l'innovazione più importante dell'epoca fu il grande codice di leggi, il Codice di Hammurabi, il cui ritrovamento, oltre a chiarire i vari aspetti della politica e della giustizia babilonese, ha anche permesso di ricostruire la gerarchia sociale dell'impero.
La situazione mutò quando il re ittita Muršili I invase la regione, causando il crollo dell'impero, passando sotto la dominazione cassita, tra il XVIII e il XII secolo a.C.

## Dinastia cassita
Sebbene fossero stati gli Ittiti a conquistare Babilonia, essa divenne la capitale dell'impero cassita, tra il 1595 ed il 1157 a.C. I cassiti furono la dinastia che regnò più a lungo a Babilonia, ma lasciarono poche tracce, così di questo periodo non si conosce molto. A nord, l'Assiria era molto potente e indebolì l'impero cassita.
Nonostante la Mesopotamia mantenesse la sua indipendenza, in questo periodo non era considerata come una potenza del Vicino Oriente, inoltre in questo periodo vi furono molte guerre nel Levante tra Egitto, l'impero Ittita e Mitanni. L'Assiria partecipò a queste guerre verso la fine del periodo, ma i Cassiti non lo fecero, anche se combatterono ad est, contro Elam. Alla fine gli Elamiti conquistarono Babilonia causando il crollo dell'impero cassita.

## Gli Hurriti
Gli Hurriti erano una civiltà che si insediò nella Mesopotamia settentrionale nel 1600 a.C. circa, creando il regno di Mitanni, che ridusse a propri vassalli alcuni re situati ad occidente, rendendolo una potenziale minaccia per i Faraoni Egiziani.
Nel 1300 a.C. circa però divennero vassalli degli Ittiti, una popolazione Indo-Europea che aveva conquistato quasi tutta l'Asia minore.
Del periodo dal XII al X secolo non si sa molto, a causa delle poche iscrizioni rinvenute risalenti a quel periodo: si sa che sia l'Assiria che Babilonia erano politicamente considerate importanti, e che l'impero ittita crollò all'inizio di questo periodo, soprattutto quando la Mesopotamia venne invasa da nuove civiltà.

## Gli assiri
Nel corso del IX secolo a.C. gli Assiri respingevano le incursioni degli Aramei e nei pochi secoli successivi svilupparono un impero potente e ben organizzato.
I loro eserciti furono fra i primi a usare la cavalleria al posto dei carri da combattimento guadagnandosi grande fama di valore e brutalità. Al loro culmine gli Assiri dominarono su tutta la Siria-Palestina, l'Egitto e Babilonia. Tuttavia l'Impero iniziò a collassare verso la fine del VII secolo a.C. e fu annichilito da un'alleanza fra il risorgente Impero neo-babilonese e gli iranici Medi.
Storicamente per Assiria si indicava, nei primi tempi, una regione situata nell'Alto fiume Tigri, chiamata così per la sua originaria capitale, la città di Assur. Più tardi, come una nazione e Impero, iniziò ad includere circa la metà settentrionale della Mesopotamia.
L'Assiria propriamente detta venne localizzata nelle regioni montagnose che si estendono fra il fiume Tigri e le alte catene montuose dell'Armenia, talora chiamate le "Montagne di Assur".

### Storia primitiva
Della primitiva storia del regno Assiro, poco di certo è a noi noto. Secondo talune tradizioni, la città di Assur fu fondata da Assur, figlio di Sem, divinizzato dalle successive generazioni, come dio patrono della città. Accanto ad Assur, troviamo altre tre città: Calah, Khorsabad e Arbela.
Questa regione, nelle sue prime fasi storiche, probabilmente è stata governata dai Sumeri, dagli Accadi e dai Babilonesi, venendo poi a far parte dell'Impero di Sargon il Grande. Distrutta dai barbari nel periodo gutiano, fu riedificata, e terminò con l'essere governata come parte dell'Impero della III dinastia di Ur. L'Assiria, in quanto reame indipendente, fu forse costituita verso il 1900 a.C. da Bel-kap-kapu.

### Vecchie città-Stato assire
La città-Stato di Assur ebbe profondi contatti con città dell'altopiano anatolico. Gli Assiri, tra il 1920 e il 1840 e tra il 1798 ed il 1740 a.C., stabilirono "colonie mercantili" in Cappadocia, ad es. a Kanesh, la moderna Kültepe, Tali colonie, chiamate karum, la parola accadica per 'porto', furono annesse alle città anatoliche, ma vennero fisicamente separate e godendo di uno statuto fiscale speciale. Debbono essere sorte grazie ad una lunga tradizione di commerci fra Assur e le città dell'Asia Minore, ma nessuna testimonianza scritta o archeologica lo comprova. Il commercio consisteva in metallo e tessili provenienti dall'Assiria, scambiati con metalli preziosi in Anatolia.
La città di Assur fu conquistata da Shamshi-Adad I (1813-1791 a.C.) come conseguenza dell'espansione delle tribù amorree. Adad I pose suo figlio Ishme-Dagan sul trono della vicina Ekallatum e consentì ai commerci di continuare. Fu solo dopo la morte di Shamshi-Adad e la caduta dei suoi figli che Hammurabi di Babilonia conquistò Assur. Con Hammurabi, i vari karum in Anatolia cessarono la loro attività mercantile, probabilmente a causa delle merci Assire che erano all'epoca commerciate con i partner babilonesi.
Nel XV secolo, Shaushtatar, re di Hanilgalbat (Mitanni), saccheggiarono Assur e resero l'Assiria un vassallo. L'Assiria versò tributi a Mitanni fin quando il loro potere collassò a causa della pressione Ittita, consentendo a Assur-uballit I (1365-1330 a.C.) ancora una volta all'Assiria di tornare ad essere una potenza indipendente e conquistatrice. Mitanni fu infine conquistata sotto Adad-nirari I, che descrive, nelle lettere destinate ai governanti Ittiti, sé stesso come un "Gran Re" (Sharru rabû).
Il successore di Adad-nirari I, Salmanassar I, fece di Calach la sua capitale, operando un'espansione del suo regno verso nord-ovest, per lo più a spese degli Ittiti, raggiungendo il Carchemish. Suo figlio e successore, Tukulti-Ninurta, depose Kadashman-Buriash di Babilonia e vi governò come re per sette anni. Dopodiché Babilonia si rivoltò contro Tukulti-Ninurta e più tardi rese l'Assiria tributaria durante i regni dei re babilonesi Melishipak II e Marduk-apal-iddin I; questo fu un altro periodo debole per l'Assiria.

### Impero Assiro

#### La costituzione dell'impero assiro
Quando l'Impero ittita collassò sotto l'attacco dei Frigi, ma secondo gli annali assiri chiamati Mushki, Babilonia e l'Assiria iniziarono a rivaleggiare per la conquista delle regioni amorree, precedentemente sotto il saldo controllo Ittita. Il re assiro Assur-resh-ishi sconfisse nel corso di una battaglia svoltasi nella regione, Nabucodonosor I di Babilonia.
Nel 1114 a.C. divenne re il figlio di Assur-resh-ishi, Tiglat-Pileser I° che attraversò l'Eufrate catturando Carchemish, sconfisse i Frigi e i resti degli Ittiti - anche quelli cercavano di raggiungere il Mar Nero - e avanzò verso il Mediterraneo, assoggettando la Fenicia. Inoltre marciò su Babilonia due volte, assumendo il vecchio titolo di Re di Sumer e Accad, sebbene non fosse riuscito a deporre il re babilonese allora in carica. Può essere considerato il fondatore del primo impero assiro.
Dopo Tiglat-Pileser I, gli Assiri vissero, per quasi due secoli, un periodo di declino, nei quali si susseguirono logoranti guerre contro il vicino popolo urarteo e con continue invasioni da parte dei nomadi aramaici. Questo lungo periodo di debolezza terminò nel 911 a.C., con l'ascesa al trono di Adad-nirari II. Il nuovo sovrano riportò fermamente sotto il suo controllo le aree ancora, almeno nominalmente, appartenenti agli Assiri, deportando le popolazioni verso nord, in luoghi molto lontani. Oltre a spingere il confine con Babilonia leggermente più a sud, Adad-nirari II non intraprese una politica di espansione e i confini dell'impero, che contribuì a consolidare, non si spinsero oltre il Khabur. Il suo successore, Tukulti-Ninurta II, nel corso del suo breve regno, invece fece alcune conquiste a nord.
Il successivo re, Assurnasirpal II (883 a.C. - 858 a.C.), intraprese un grande programma di spietata espansione, prima, incutendo terrore verso tutti i popoli del nord tra cui i Nairi, poi assoggettando gli Aramaici all'innesto del Khabur nell'Eufrate. La sua ferocia scatenò una rivolta che fu duramente soppressa in una battaglia durata due giorni. A seguito di questa vittoria, avanzò senza ostacoli fino al Mediterraneo, imponendo pesanti tributi ai fenici. Come mai prima d'allora, gli Assiri iniziarono a vantarsi e a godere della loro crudeltà. Assurbanipal II inoltre trasferì la capitale alla città di Kalhu (Nimrud).
Il figlio di Assurbanipal II, Salmanassar III (858 a.C. - 823 a.C.), combatté contro Urartu, e, nel regno di Acab, il re d'Israele, marciò in testa ad un esercito contro l'alleanza di stati siriani. I due eserciti di scontrarono a Karkar nell'854 a.C., e, a dispetto della descrizione fornita da Salmanassar, secondo la quale il suo esercito avrebbe "vinto l'opposizione", sembra che la battaglia sia terminata con uno stallo, in quanto le forze assire furono ritirate poco tempo dopo. Salmanassar riprese sotto il suo controllo Carchemish nell'849 a.C., e nell'841 si mise alla testa di un esercito che marciò contro Damasco, prima assediandola e poi invadendola, prendendone il controllo. Sottomise anche Jehu di Israele, Tiro e Sidone. Sul suo obelisco nero, scoperto a Kalhu, erano incise molte delle sue imprese militari.
Nel secolo successivo, l'Assiria attraversò nuovamente un periodo di declino, a causa di sovrani deboli e di una ripresa d'espansione degli Urartu. Adad-nirari III (810-782 a.C.) risollevò le sorti del regno sottomettendo tutta la Siria fino ad Adom ed avanzando contro i Medi, probabilmente riuscendo addirittura a giungere fino alle rive del Mar Caspio.
Nel 745 a.C. le redini del regno venne assunte da Tiglat-Pileser III. Dopo aver sottomesso Babilonia, su cui regnò con il nome di Pul, e, dopo aver severamente punito gli Urartu, diresse i suoi eserciti in Siria, che, nel frattempo aveva riguadagnato la sua indipendenza. Espugnò, nel 740 a.C, Arado nei pressi di Aleppo, dopo un assedio durato per ben tre anni, riducendo il potere di Hamath e costringendo uno dei suoi alleati, Azariah a rendergli omaggio e a pagare tributi annui.
Nel 738 a.C. Tiglat-Pileser III occupò la Filistea e invase Israele, imponendogli pesanti tributi. Ahaz, re della Giudea, entrò in guerra contro Israele e la Siria, chiedendo aiuto al re assiro promettendogli una ricompensa in oro ed argento; questi, secondo i patti, "marciò contro Damasco, sconfisse e fece uccidere Rezin e assediò la città." Dopo aver lasciato una parte dell'esercito a proseguire l'assedio, avanzò, devastando la provincia ad est della Giordania, Filistea e Samaria. Nel 732 a.C. espugnò Damasco, deportandone gli abitanti in Assiria. Nel 729 a.C., si fece incoronare "Re Pul di Babilonia".
Tiglat-Pileser III morì nel 727 a.C. e il suo successore, Salmanassar V, riorganizzò l'Impero in province, sostituendo ai vassalli del re, dei governatori assiri. Tuttavia, il re Osea di Israele, nel 725 a.C., smise di pagare i tributi e si alleò con l'Egitto, e contro l'Assiria. Ciò spinse Salmanassar ad invadere la Siria e ad assediare, per tre anni, Samaria, l'allora capitale di Israele.

#### I Sargonidi
Salmanassar V fu deposto nel 722 a.C. da Sargon II, comandante in capo dell'esercito, che invase immediatamente Samaria, deportando più di 27.000 persone, dando così inizio alla Diaspora, di fatto distruggendo il regno del nord d'Israele. Invase inoltre la Giudea, conquistando Gerusalemme. Nel 721 a.C., sotto il potente principe caldeo Marduk-apla-iddina, Babilonia si liberò delle leggi degli Assiri e Sargon, ma, non potendo sedare la rivolta, rivolse la sua attenzione nuovamente alla Siria, agli Urartu e ai Medi, penetrò nell'altopiano persiano fino al Monte Bikni, costruendo, al suo passaggio, molte fortezze, per poi ritornare, nel 710 a.C., alla conquista di Babilonia. Sargon costruì, nei pressi di Ninive, una nuova capitale, chiamandola, Dur Sharrukin (la "Città di Sargon"), usando i tributi che l'Assiria aveva raccolto dalle varie nazioni sotto il suo dominio.
Nel 705 a.C. Sargon II venne ucciso durante una battaglia contro i Cimmeri. Il suo successore, il figlio Sennacherib, trasferì la capitale a Ninive, costringendo i deportati a lavorare alla costruzione del sistema di canali d'irrigazione della città. Nel 701 a.C. Ezechia di Giudea stipulò un'alleanza con l'Egitto contro l'Assiria, per cui Sennacherib fu costretto di conseguenza a muoversi verso Gerusalemme, distruggendo, nel corso della sua avanzata, 46 villaggi. La vicenda è descritta nel Libro di Isaia (10); i fatti accaduti in seguito non sono chiari, tuttavia, ciò che è certo, è che l'esercito invasore fu in qualche modo decimato, e che Sennacherib non riuscì a conquistare Gerusalemme. Nel 689 a.C., Babilonia si rivoltò, ma Sennacherib rispose prontamente aprendo i canali attorno alla città ribelle e inondando il terreno esterno fino a che non divenne simile a una palude, causandone la distruzione, e costringendo gli abitanti alla fuga. Nel 681 a.C., Sennacherib fu assassinato, probabilmente da uno dei suoi figli.
A Sennacherib, succedette il figlio Assarhaddon (Assur-aha-iddina), governatore della Babilonia durante il regno del padre. Come re, fece immediatamente ricostruire Babilonia. Sconfisse i Cimmeri e i Medi, riuscendo nuovamente nelle'impresa a penetrare fino al Monte Bikni, ma non fu in grado a mantenere l'ordine in queste area, per cui volse la sua attenzione alla zona occidentale della Fenicia, ormai alleatasi con l'Egitto, e, nel 677 a.C. saccheggiò Sidone. Catturò inoltre Manasse di Giudea e lo tenne prigioniero per qualche tempo a Babilonia. Stancatosi delle intromissioni dell'Egitto, lo invase nel 674 a.C., conquistandolo completamente dopo tre anni. In tempo l'Assiria, ancora in guerra con gli Urartu e Dilmun, possedeva un'estensione territoriale, che mai aveva conosciuto, e che mai più avrebbe raggiunto. Infatti, i governatori assiri che Assarhaddon aveva assegnato all'Egitto furono costretti a fuggire a causa della sollevazione di un indomabile popolazione, e, alla testa di un esercito diretto verso il paese ribelle per calmare le acque, Assarhaddon morì improvvisamente, nel 669 a.C.
Gli succedette al trono, Assurbanipal (Assurbanapli), figlio di Assarhaddon. Il nuovo sovrano continuò la campagna in Egitto, quando non distratto dalle pressioni dei Medi ad oriente e dei Cimmeri a nord della Siria. Non riuscendo a contenere l'Egitto, nominò nel 663 a.C. come vassallo, Psammetico, ma nel 652 a.C. questi era diventato talmente potente da dichiarare con arroganza indipendenza dall'Assiria, aiutato dal fatto che il fratello di Assurbanipal, Shamash-shum-ukin, governatore di Babilonia, in quell'anno iniziò una guerra civile che durò fino al 648 a.C., quando Babilonia fu saccheggiata e il fratello per la disperazione diede fuoco al palazzo realeo suicidandosi.. Il paese di Elam (la Susiana, nell'attuale Iran) fu completamente devastato nel 646 a.C. e nel 640 a.C.

### Caduta ed eredità
Assurbanipal, oltre a costruire in Ninive una grande biblioteca ricca di tavolette cuneiformi, aveva incoraggiato l'arte e la cultura, ma, dopo la sua morte, avvenuta nel 627 a.C., l'impero assiro cominciò rapidamente a disgregarsi. Babilonia divenne indipendente; il suo re, Nabopolassar, insieme a Ciassarre di Media, distrusse Ninive nel 612 a.C., decretando di fatto la caduta dell'Assiria. Un generale di nome Assur uballit II, con il supporto militare del faraone egiziano Necao II, continuò a regnare da Carre fino al 609 a.C., anno che segna la fine definitiva dell'Assiria come nazione indipendente. Tuttavia, alcuni assiri sono riusciti a mantenere la loro identità ed esistono ancora, principalmente nel nord dell'Iraq, dove si distinguono dai vicini arabi, curdi e turchi per le loro tradizioni, politica, religione cristiana e dialetto aramaico.

## Secondo impero babilonese
Alla caduta di Ninive (612 a.C.) Babilonia si liberò dal giogo assiro e divenne capitale del nascente Impero babilonese. Nel 605 a.C., i Babilonesi sgominarono gli Egiziani nella battaglia di Carchemish.
Col recupero dell'indipendenza babilonese sotto Nabopolassar si inaugurò una nuova era di attività architettoniche e suo figlio Nabucodonosor II rese Babilonia una delle meraviglie del mondo antico.
Fu sotto il governo del re Nabucodonosor II di Babilonia (605 a.C.-562 a.C.) che la città divenne una delle più splendide del mondo antico. Nabucodonosor ordinò la completa riedificazione dei giardini imperiali, inclusa la ricostruzione dell'Etemenanki e la ricostruzione della Porta di Ishtar, la più spettacolare delle otto porte che circondavano il perimetro di Babilonia. La Porta di Ishtar sopravvive oggi nel Museo di Pergamo a Berlino. Si crede anche che Nabucodonosor abbia fatto costruire i Giardini pensili di Babilonia (una delle sette meraviglie del mondo antico) che si dice egli avesse costruito per la sua moglie malata Amyitis. Se i giardini siano mai esistiti è ancora oggi argomento di disputa. Sebbene scavi dell'archeologo tedesco Robert Koldewey abbiano fatto pensare che si fossero rinvenute le loro fondamenta, molti storici sono in disaccordo circa la loro collocazione e alcuni pensano che ci si possa essere confusi con i giardini di Ninive.

## Unificazione persiana (500)
Popolazioni iraniche indoeuropee occuparono la Persia probabilmente sin dal 1200 a.C.: tra esse, le tribù dei Medi e dei Persiani, che per lungo tempo lottarono contro l'influenza assira e l'attrazione delle civiltà dell'Indo.
Queste furono sottomesse inizialmente dalla potenza dei Medi, che ricacciarono gli Sciti e i Cimmeri e, alleatisi con i Babilonesi, annientarono l'Impero assiro. Con Ciro il Grande, i loro vassalli Achemenidi si assicurarono, attorno al 550 a.C., la supremazia su tutta la regione: Ciro fu il fondatore dell'Impero persiano, che nel giro di due decenni si estese conquistando Babilonia (539 a.C.) e sottomettendo le città greche dell'Asia minore, le popolazioni dell'Iran orientale e delle steppe asiatiche, fino all'Indo. La superiorità militare persiana sui popoli occidentali derivava dalla conoscenza delle tecniche di combattimento tipicamente asiatiche, come l'uso di arcieri a cavallo. Cambise II, tra il 529 e il 522, allargò ulteriormente i confini dall'impero, conquistando anche l'Egitto, ma fu il successore Dario I (521-486) che dette all'impero la massima estensione con puntate nei territori degli Sciti e dei Traci a ovest del Mar Nero.
Sotto Dario iniziarono le Guerre persiane, dettate dalla volontà di assoggettare le città greche. Non andarono a buon fine, anche se i Persiani continuarono poi, per oltre, un secolo a influire in modo rilevante sulle vicende politiche della Grecia.
L'Impero persiano classico possedeva un'organizzazione burocratica, le satrapie, e una notevole capacità di esercitare il controllo politico nel rispetto delle culture, delle leggi e delle religioni locali, per esempio il Mazdeismo era considerato religione di Stato. La successiva involuzione dispotica e le rivolte locali ne indebolirono la struttura per cui l'Impero cadde sotto i colpi della nascente potenza macedone: nel 331 a.C. Alessandro Magno, dopo aver sconfitto Dario III, ultimo imperatore persiano, conquistava Persepoli.

## Imperi classici
Alessandro non visse abbastanza a lungo per consolidare il suo vasto impero, e, alla sua morte, avvenuta nel 323 a.C., il suo impero fu spartito tra i suoi generali. Gli antigonidi ricevettero la Macedonia, i Tolomei l'Egitto, mentre l'Anatolia settentrionale venne spartita in numerosi piccoli regni. La maggior parte del territorio orientale dell'impero alessandrino venne assegnato ai discendenti di Seleuco I Nicator (i seleucidi). In questo periodo, chiamato ellenismo, ci furono molte innovazioni in matematica, nelle scienze e nell'architettura e i greci fondarono molte città in Mesopotamia.
Durante il II secolo a.C. l'impero cominciò a decadere. La Bactria, una delle provincie, si rivoltò, mentre la Parthia con l'Iran e la Mesopotamia vennero conquistate dai semi-nomadi Parti. L'impero seleucide continuò a declinare e alla fine le sue province rimanenti vennero conquistate nel 64 a.C. dai Romani.
La nobiltà Partiana reagì contro l'impero romano in crescita. Nel 114 Traiano occupò temporaneamente la Mesopotamia che fu poi riconquistata dai Parti. In seguito la provincia di Persia si ribellò e sconfisse nel 224 ultimo imperatore partico.
La nuova dinastia persiana, quella Sasanide, restaurò l'autorità centrale. I conflitti con Roma prima e Bisanzio poi continuarono. Nel 602 il re di Persia Cosroe II invase l'impero romano d'Oriente con il pretesto di vendicare la morte dell'imperatore, suo amico, Maurizio, assassinato dal nuovo imperatore Foca. In pochi anni la Mesopotamia venne interamente soggiogata dai Persiani; questi si spinsero oltre, conquistando tutta la Siria, la Palestina e l'Egitto arrivando fino alle porte di Costantinopoli, che assediarono senza successo nel 626. Tra il 627 ed il 628 l'imperatore bizantino Eraclio, dopo una serie di vittoriose campagne iniziate tra il 622 ed il 623, riuscì a infliggere una decisiva sconfitta al nemico sasanide a Ninive, penetrando in Assiria e minacciando la capitale sasanide Ctesifonte. Incapace di fermare la sua avanzata, Cosroe II di Persia venne assassinato e l'impero cadde nel caos; il successore di Cosroe II, restituì ai Bizantini i territori occupati dai Persiani riportando il confine tra i due imperi a quello nel 602. Ma il peggio doveva ancora arrivare: infatti l'impero sasanide, dilaniato dalle guerre civili, non poté riprendersi in quanto dovette affrontare gli arabi che in questo periodo si stavano rapidamente espandendo. Alla fine gli arabi riuscirono a sconfiggere definitivamente i sasanidi e a conquistare la Persia, la Siria e l'Egitto.